# نظرية الأعداد

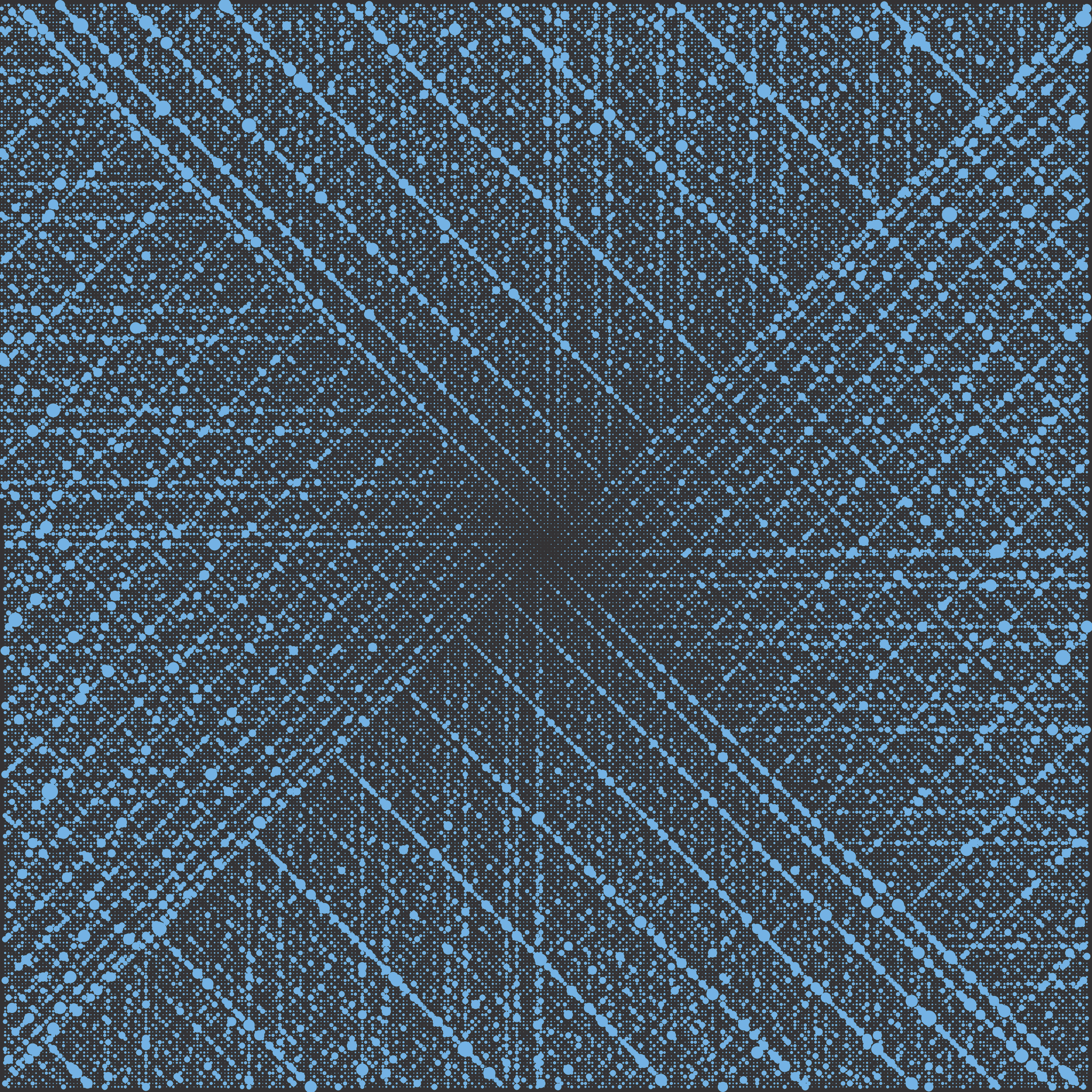
حلزونية ستانيسلو أولام

نظَرِيَّةُ الأَعْداد (بالإنجليزية: Number theory)‏ هي فرع من الرياضيات البحتة يهتم بخصائص الأعداد بشكل عام، وبالأعداد الصحيحة بشكل خاص. يدرس العاملون في نظرية الأعداد الأعداد الأولية وخصائص الكائنات المنبثقة عن الأعداد الصحيحة، الأعداد الجذرية مثلا، أو التعميمات للأعداد الصحيحة كما هو الحال بالنسبة للأعداد الصحيحة الجبرية.
قد يُنظر إلى الأعداد الصحيحة لذاتها وقد ينظر إليها حلولا لمعادلات ما (هندسة ديوفانتية).
وتتضمن عدة مسائل مفتوحة سهلة الفهم، حتى بالنسبة لغير المختصين. بصفة عامة، المجال الذي تدرسه هذه النظرية يهتم بفئة كبيرة من المسائل التي تأتي من دراسة الأعداد الطبيعية.
من الممكن تقسيم نظرية الأعداد إلى عدة مجالات حسب الطريقة المستعملة ونوع المسألة. فهي تهتم بدراسة خواص وعلاقات الأعداد الصحيحة وتوسيعاتها الجبرية والتحليلية.
عند الإطلاق، تدرس نظرية الأعداد قابلية القسمة والأوليّة والتحليل إلى جداء عوامل أولية. كما تدرس خواص التجزئة وما قارب ذلك. وتوجد فروع أخرى نذكر منها نظرية الأعداد الجبرية التي تعتني باستعمال الطرق الجبرية لدراسة الأعداد الصماء والأعداد المتسامية ونظرية التحليل في التوسيعات الجبرية وغير هذا، ونظرية الأعداد التحليلية وهي تستغل طرق التحليل العقدي (الأعداد العقدية) حين دراسة بعض خواص الأعداد الأولية مثلا، انظر دالة زيتا.
كانت تسمى نظرية الأعداد فيما قبل بالحسابيات. مع بداية القرن العشرين، حل مصطلح نظرية الأعداد محل مصطلح الحسابيات. فصار هذا الأخير يستعمل من طرف عامة الناس للدلالة على العمليات الابتدائية في الحساب من جمع وطرح وضرب وقسمة. ولكن بقيت لكلمة حسابيات معان أخرى في المنطق الرياضي كما هو الحال بالنسبة لحسابيات بيانو، وفي علوم الحاسوب كما في حسابيات النقطة العائمة.

#### فجر الحسابيات

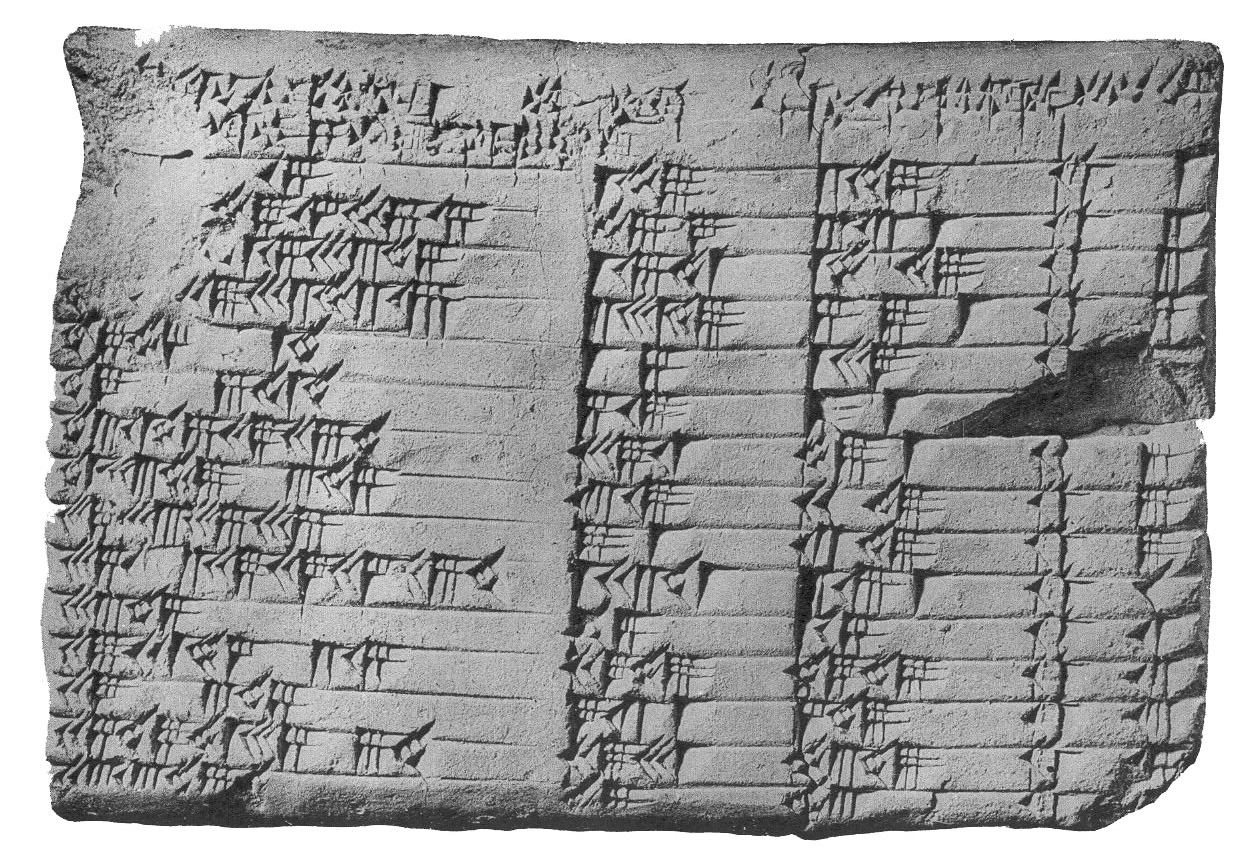
لوحة بليمتون 322

## التاريخ

### أصول نظرية الأعداد

#### ديوفانتوس

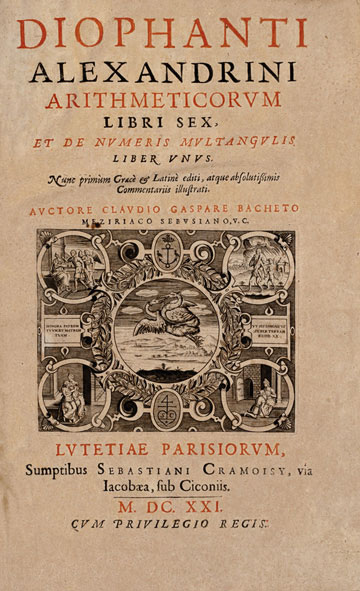
الصفحة الأولى من كتاب ديوفانتوس Arithmetica، نُشر عام 1621، مترجم إلى اللاتينية من طرف كلود غاسبارد باشي دي ميزيرياك.

يُعرف القليل عن ديوفانتوس الإسكندري. يُعتقد أنه عاش خلال القرن الثالث الميلادي، أي حوالي خمسة قرون بعد إقليدس. ستة أجزاء من بين ثلاثة عشر جزءا قاومن الزمان من كتابه أريثميتيكا. يضاف إليهن أربعة أجزاء حُفظن في ترجمتها العربية. الكتاب هو مجموعة من المعضلات المتمثلة في ايجاد حلول جذرية لنظام من المعادلات الحدودية، عادة ما تكون على الشكل {\displaystyle \scriptstyle f(x,y)=z^{2}} أو {\displaystyle \scriptstyle f(x,y,z)=w^{2}}. حاليا، نتحدث عن معادلات ديوفانتية كلما تعلق الأمر بمعادلات حدودية حيث الهدف هو ايجاد حلول جذرية لها.

#### نظرية الأعداد في الهند في العصور الوسطى
ليس هناك من برهان على أن كتاب الأصول لإقليدس قد وصل إلى الهند قبل القرن الثامن عشر.
انظر إلى أريابهاتا وإلى براهماغوبتا.

#### نظرية الأعداد في العصر الإسلامي

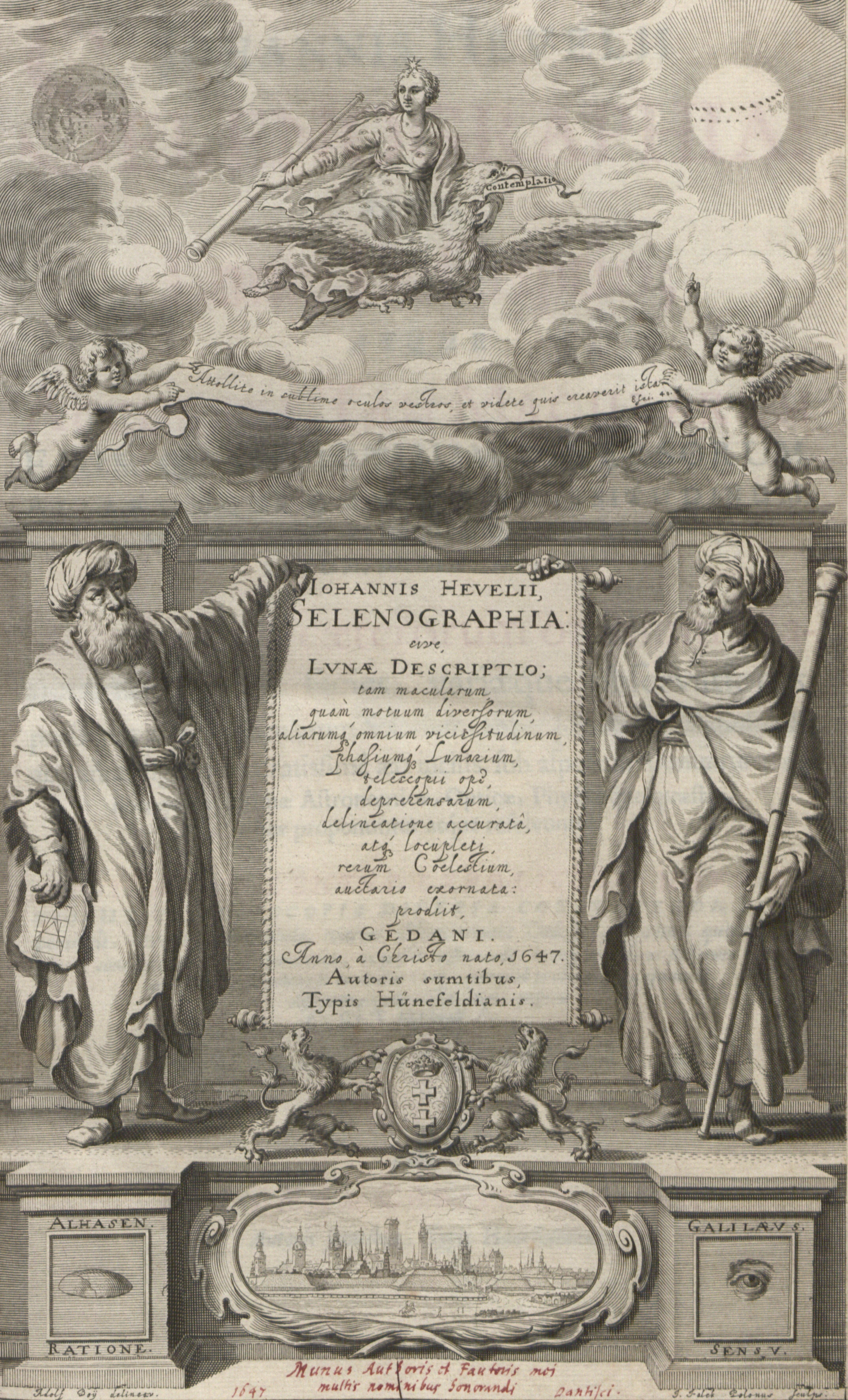
ابن الهيثم كما ينظر إليه الغرب: يبين ابن الهيثم ممثلا للمعرفة عبر العقل، وغاليليو ممثلا للمعرفة عبر الحواس.

كان لعلماء الرياضيات المسلمين، منذ القرن التاسع الميلادي، اهتمام واضح بنظرية الأعداد. أولهم هو ثابت بن قرة (836م - 901م)، حيث كان له الفضل في إيجاد طريقة لإيجاد الأعداد الصديقة (عددان هما صديقان إذا ساوى مجموع قواسم الواحد منهما، العدد الآخر).
في القرن العاشر، وجد ابن طاهر البغدادي طريقة مختلفة بعض الشيء عن طريقة ثابت بن قرة.
ترجم عالم الرياضيات قسطا بن لوقا (820م - 912م) العمل الأساسي لديوفانتوس والذي عنوانه أرثميتيكا.
في القرن العاشر، يبدو أن ابن الهيثم كان أول من حاول تصنيف الأعداد المثالية الزوجية على شكل ({\displaystyle 2^{k-1}(2^{k}-1} حيث
{\displaystyle (2^{k}-1)} هو عدد أولي.
و لقد كان ابن الهيثم أيضا أول من أعلن مبرهنة ويلسون والتي يكون بموجبها عدد ما p أوليا إذا وفقط إذا كان {\displaystyle 1+(p-1)!} مضاعفا ل p.

### بدايات نظرية الأعداد العصرية
تعتبر معضلة توزيع الأعداد الأولية من المعضلات الأكثر ترددا والأكثر جلبا للاهتمام. كان لكارل فريدرش غاوس حدسية في هذا الصدد ولم يكن عمره يتجاوز المراهقة. تنص هذه الحدسية على إعطاء دالة تقريبية تقوم بحساب عدد الأعداد الأولية الأصغر من عدد ما، يرمز لهذه الدالة ب {\displaystyle \pi (x)}.
بحيث {\displaystyle \lim _{x\to \infty }{\frac {\pi (x)}{x/\log x}}=1} وهذا يعني أن {\displaystyle \pi (x)\sim {\frac {x}{\log x}}.}
و قد جاء دركليه عام 1837 بمبرهنته المعروفة بمبرهنة دركليه.

#### فيرما

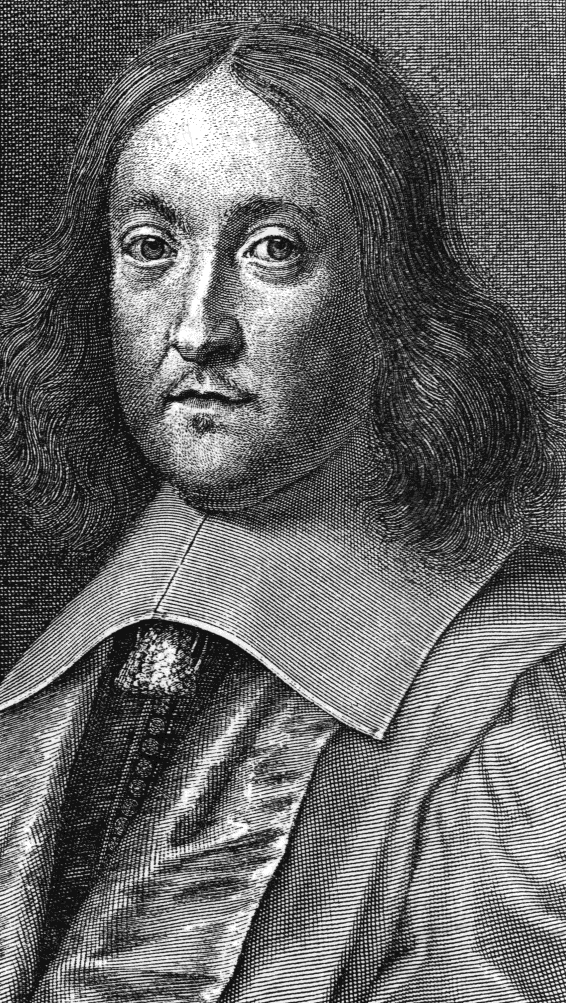
بيير دي فيرما

بيير دي فيرما (1601-1665) لم ينشر نهائيا كتاباته. بشكل خاص، تكاد أعماله في نظرية الأعداد أن تكون كلها في رسائل أرسلها إلى علماء رياضيات آخرين، أو على شكل هوامش. لم يكتب تقريبا أي برهان في نظرية الأعداد، ولم يكن له نموذج معين في هذا المجال. استعمل بشكل مكثف الاستقراء الرياضي كما كان أول من استعمل طريقة البرهان بالنزول غير المنتهي.
من بين أولى اهتمامات فيرما، جاءت الأعداد المثالية (التي ظهرت في كتاب العناصر العاشر لإقليدس)، كما اهتم أيضا بالأعداد الصديقة. أدى به ذلك إلى العمل على قواسم الأعداد الصحيحة اللائي كن منذ البداية موضوع مراسلاته (عام 1636 فما بعد). نتيجة لذلك، ما زال فيرما يذكر ويدرس من طرف علماء الرياضيات الحاليين. درس بشكل دقيق طبعة باشي لكتاب ديوفانتوس. في حدود عام 1643، تحولت اهتماماته بشكل كبير إلى معضلات ديوفانتوس وإلى مجاميع المربعات (معضلة درسها ديوفانتوس أيضا).
تضم إنجازات فيرما في الحسابيات ما يلي:
- مبرهنة فيرما الصغرى (في عام 1640)،[2] التي تنص على أنه إذا كان a غير قابل للقسمة على عدد أولي p، فإن {\displaystyle \scriptstyle a^{p-1}\equiv 1{\pmod {p}}.}[note 1]
- إذا كان a و b عددين أوليين فيما بينهما، فإن المجموع {\displaystyle \scriptstyle a^{2}+b^{2}} غير قابل للقسمة على أي عدد أولي مساو ل -1 بتردد 4؛ وأن كل عدد أولي مساو ل 1 بتردد 4، يمكن أن يكتب على شكل مجموع مربع عددين طبيعيين (أي على شكل {\displaystyle \scriptstyle a^{2}+b^{2}}). انظر إلى نزول غير منته. يعود تاريخ هاتين المبرهنتين أيضا إلى عام 1640.

#### أويلر

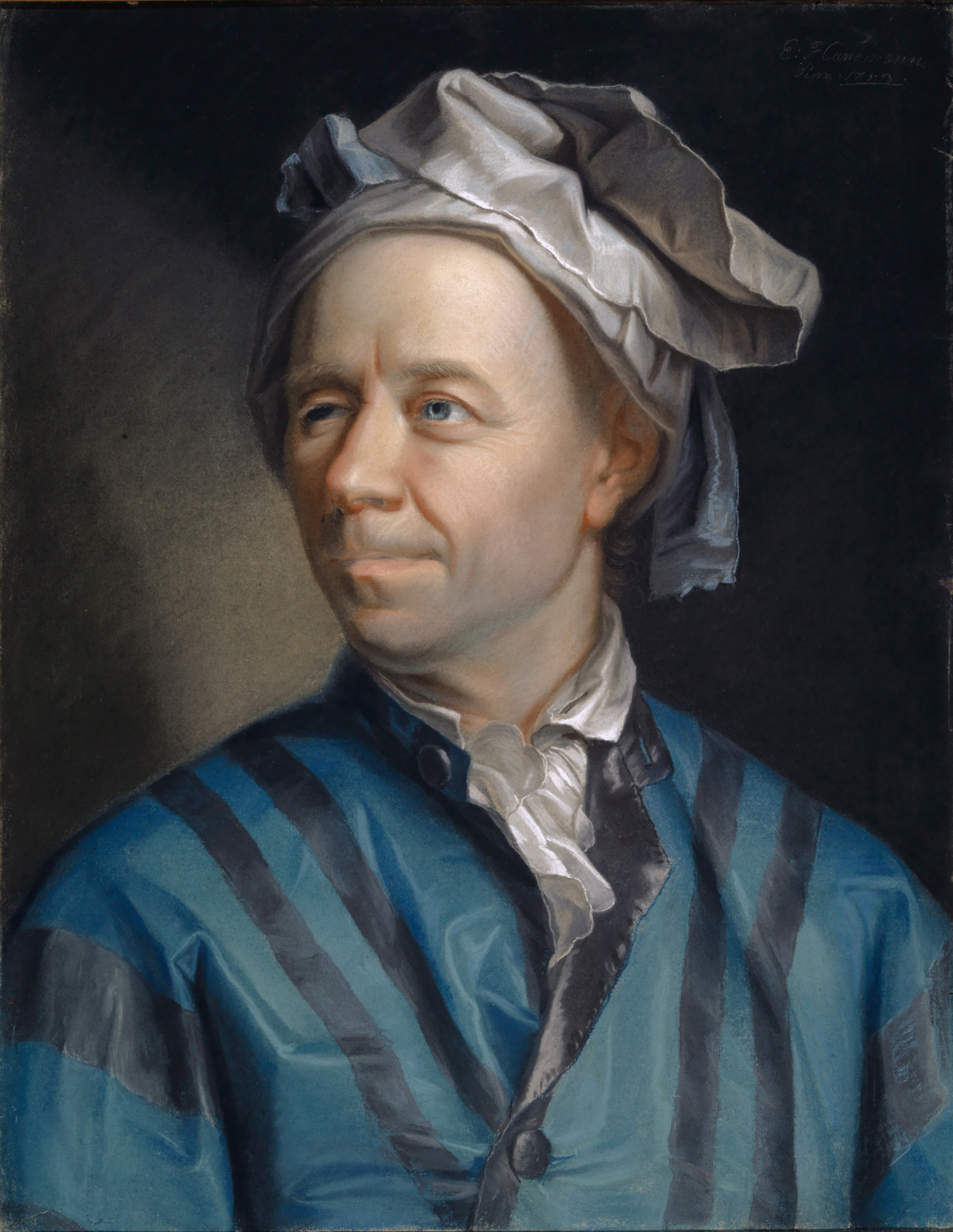
ليونهارد أويلر

ظهر اهتمام أويلر (1707-1883) لأول مرة بنظرية الأعداد عام 1729، عندما نبّهه صديق له، هاوٍ للرياضيات هو كريستيان غولدباخ، إلى عمل عالم الرياضيات الفرنسي بيير دي فيرما. سُمي هذا الرجوع لأويلر إلى نظرية الأعداد بالميلاد الجديد (أو الثاني) لنظرية الأعداد بعد فشل فيرما في إثارة انتباه معاصريه من علماء الرياضيات إلى هذا الفرع من الرياضيات. أعمال أويلر في نظرية الأعداد تتضمن ما يلي:
- البراهين على نصوص فيرما ومنها مبرهنة فيرما الصغرى حيث عممها إلى معاملات غير أولية، ومنها كون المعادلة {\displaystyle \scriptstyle p=x^{2}+y^{2}} علما أن p عدد أولي، تتحقق إذا وفقط إذا توفر {\displaystyle \scriptstyle p\equiv 1\;mod\;4}; وفي هذا الإطار أيضا، ابتدأ بالبرهان على أن كل عدد صحيح هو مجموع أربعة مربعات (أول برهان كامل على ذلك كان على يد جوزيف لوي لاغرانج في عام 1770. ولقد طوره أويلر نفسه). برهن أيضا على عدم وجود حلول طبيعية للمعادلة {\displaystyle \scriptstyle x^{4}+y^{4}=z^{2}} (مما يعنى حالة n = 4 في مبرهنة فيرما الأخيرة. حالة n = 3, برهن عليها أويلر أيضا بطريقة مشابهة).
- معادلة بيل،
- أولى الخطوات نحو نظرية الأعداد التحليلية. استعمل أويلر المتسلسلات غير المنتهية في مختلف أعماله، ما قد يُعتبر تحليلا. عاش أويلر قبل فترة تطور التحليل المركب.
- عمل أويلر على بعض المعادلات الديوفانتية. كانت حينئذ، الهندسة الجبرية في طفولتها.

#### لاغرانج ولوجندر وغاوس

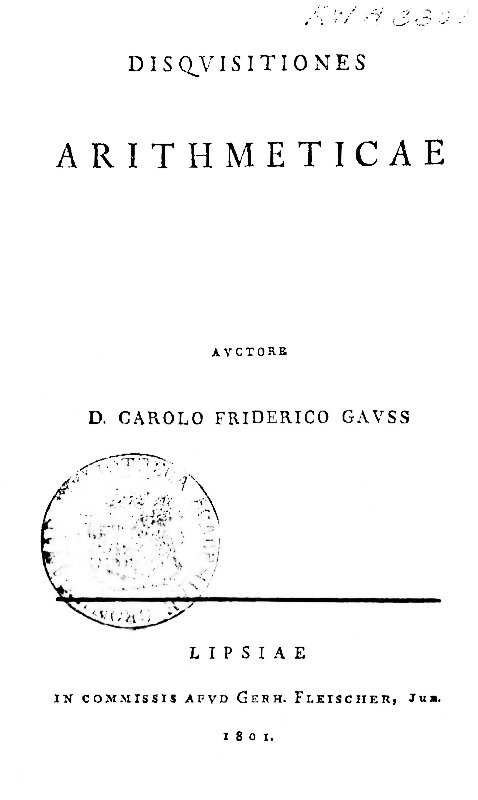
كتاب كارل فريدريش غاوس استفسارات حسابية، في طبعته الأولى

كان جوزيف لوي لاغرانج (1736-1813) أول من أعطى البراهين الكاملة لبعض من أعمال كل من فيرما وأويلر، وملاحظاتهم.
أدريان ماري ليجاندر (1752-1833) هو أوم من أعطى قانون التقابل التربيعي.
كارل فريدريش غاوس، في كتابه استفسارات حسابية، جاء ببرهان على قانون التقابل التربيعي كما طور نظرية الأشكال التربيعية.

### النضوج والتقسيم إلى فروع عدة

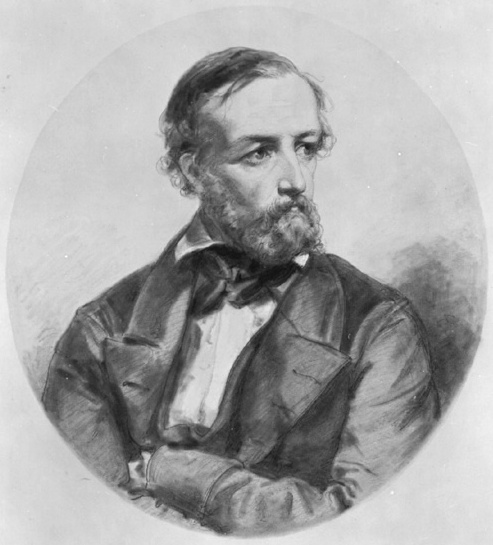
يوهان بيتر غوستاف لوجون دركليه

في بداية القرن التاسع عشر، عرف تاريخ الرياضيات التطورات التالية:
- نمو الوعي بضرورة نظرية الأعداد مجالا للدراسة في حد ذاته.
- تطور مجموعة من مواضيع الرياضيات العصرية الضرورية لدراسة نظرية الأعداد العصرية من قبيل التحليل المركب ونظرية الزمر ونظرية غالوا.
- تقسيم نظرية الأعداد ذاتها إلى أقسام عدة خصوصا نظرية الأعداد التحليلية والنظرية الجبرية للأعداد.

## التصنيفات الأساسية

### نظرية الأعداد الأساسية
في هذا المجال، تدرس الأعداد دون اللجوء لتقنيات آتية من فروع أخرى للرياضيات. مسألة قابلية القسمة وخوارزمية إقليدس تمكن من حساب القاسم المشترك الأكبر وتفكيك الأعداد إلى أعداد أولية والبحث عن الأعداد المثالية والتقريب تنتمي لهذا المجال.
النتائج هي مبرهنة فيرما الصغرى ومبرهنة أويلر، ثم مبرهنة الباقي الصيني وقانون الانعكاس الرباعي. خاصيات الدوال الجدائية مثل دالة موبيوس ودالة أويلر تمت دراستها؛ وأيضا المتتاليات مثل عاملي وأعداد فيبوناشي.
مسائل عديدة في نظرية الأعداد يمكن أن يعبر عنها من داخل نظرية الأعداد الأساسية، ولكنها في حقيقة الأمر معقدة وتحتاج إلى دراسات عميقة ومقاربات جديدة، تقع خارج نطاق نظرية الأعداد الأساسية. فيما يلي بعض من الأمثلة:
- حدسية غولدباخ المتمثلة في كتابة الأعداد الزوجية على شكل مجموع عددين أوليين،
- مبرهنة ميخائيليتشو والمعروفة سابقا بحدسية كاتالان والخاصة بأس أعداد طبيعية متتالية،
- حدسية التوأمين الأولية التي تنص على أن مجموعة الأعداد الأولية التوأم غير منتهية،
- حدسية كولاتز أو مايعرف بحدسية {\displaystyle 3n+1}.
- مبرهنة فيرما الأخيرة (وضعت عام 1637 ولم تحل حتى عام 1994) والمتمثلة في وضع تبيان لإستحالة إيجاد ثلاثة أعداد طبيعية تختلف عن الصفر x و y و z حيث {\displaystyle x^{n}+y^{n}=z^{n}} بالنسبة لعدد طبيعي ما n أكبر قطعا من 2.

تمت البرهنة على أن نظرية المعادلات الديوفانتية غير محددة (انظر المسألة العاشرة ضمن مسائل هيلبرت).

### نظرية الأعداد التحليلية

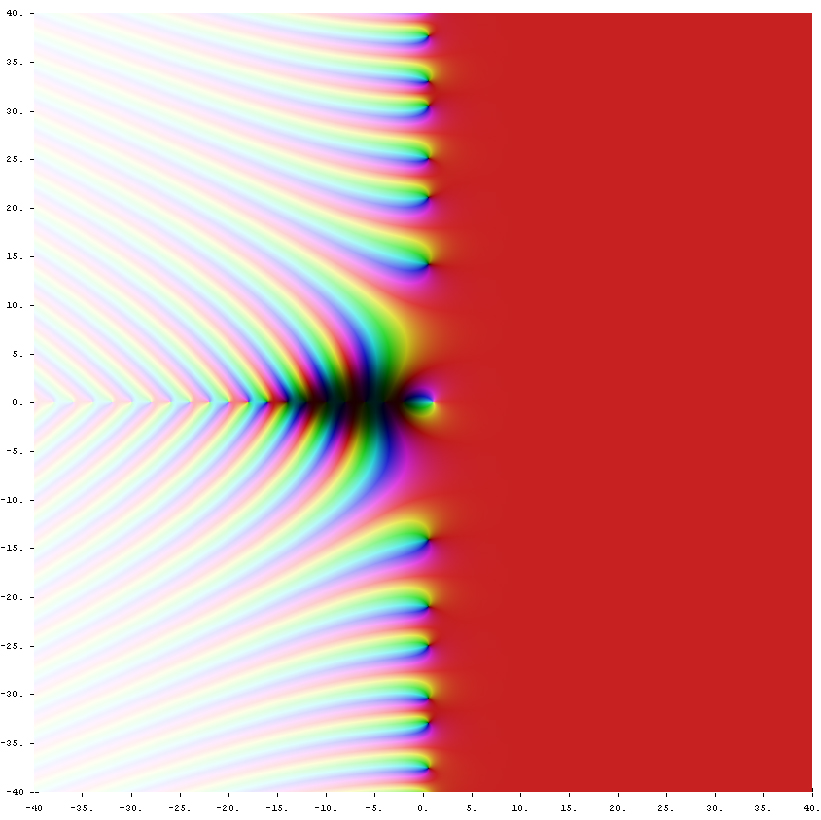
دالة زيتا لريمان (ζ(s في المستوى العقدي. لون نقطة s يعطي قيمة (ζ(s: الألوان القريبة من الأسود تمثل قيما قريبة من الصفر و hue تعطي قيمة عمدة العدد المركب s.

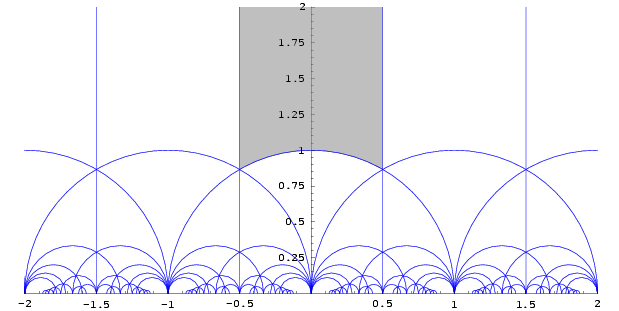
The action of زمر نمطية on the upper half plane. المنطقة الملونة بالرمادي is the standard fundamental domain.

تستعمل أدوات الحساب والتحليل العقدي لدراسة مسائل حول الأعداد الطبيعية. مبرهنة الأعداد الأولية وفرضية ريمان هي بعض الأمثلة. معضلة ويرينغ (المتمثلة في تمثيل عد طبيعي ما على شكل مربعات أو مكعبات أو ما شابه ذلك) وحدسية التوأمين الأولية(إيجاد أزواج من الأعداد الأولية يكون الفرق بينهما مساويا ل 2) وحدسية غولدباخ (كتابة الأعداد الزوجية على شكل مجموع عددين أوليين) كلها مسائل تُدرس بطرق تحليلية.
البراهين على أن العديد من الثابتات في الرياضيات أعداد متسامية مثل π وe تدخل أيضا في مجال نظرية الأعداد التحليلية.
تم معالجتها بواسطة طرق تحليلية. الدليل على كون أعداد مثل عدد π وعدد أويلر هي أعداد لا يمكنها أن تكون حلولا لأي معادلة جبرية تم تصنيفها في هذا الإطار أي تحليل الأعداد.
في حين النتائج الخاصة بالأعداد التي ليس حلا لأي معادلة جبرية، تبدو خارج دراسة الأعداد الطبيعية.

### نظرية الأعداد الجبرية
تدرس نظرية الأعداد الجبرية الخصائص الجبرية والكائنات الجبرية ذات الأهمية في نظرية الأعداد. على هذا الأساس، نظريتا الأعداد التحليلية والجبرية قد تلتقيان وهما تلتقيان فعلا: الأولى تهتم بالطرق المستعملة بينما تهتم الثانية بالكائنات المدروسة.
في هذا الحقل، مفهوم الأعداد تم إضافة مصطلح الأعداد الجبرية، التي هي جذور المعادلات الحدودية ذات معاملات نسبية. كما نجد مفهوما مقاربا وهو الأعداد الطبيعية الجبرية.
تم التعامل مع عدة مواضيع باستعمال الموافقة بترديد، مما أدى لظهور المبرهنة الجبرية للأعداد.

### الهندسة الديوفانتية
المعضلة الأساسية في الهندسة الديوفانتية هي تحديد متى يكون لمعادلة ديوفانتية ما حلول. وإذا كان لها حلول، فكم؟ تكمن المقاربة المتبعة في اعتبار حلول معادلة ما كائنات هندسية.
على سبيل المثال، معادلة ذات متغيرين اثنين تحدد منحنى في المستوى. وبشكل أعم، معادلة ما أو نظام معادلات بمتغيرين اثنين أو أكثر تحدد منحنى أو سطحا أو كائنا ما في فضاء متعدد الأبعاد. في الهندسة الديوفانتية، قد يطرح المرء السؤال التالي: هل من نقطة جذرية (نقطة جميع إحداثياتها جذرية) تقع في المنحنى أو السطح؟ وهل هناك من نقطة كاملة (نقطة جميع إحداثياتها أعداد صحيحة) تنتمي إلى هذا المنحنى أو السطح؟
يمكن تسميتها هندسة الأعداد، تتضمن جميع أشكال الهندسة. نجد في هذا المجال مبرهنة مينكوفسكي الخاصة بشبكة النقط في شكل محدب. الهندسة الجبرية والجسم الإهليلجي، يتم أيضا استعمالها في هذا المجال من دراسة الأعداد. ومبرهنة فيرما الأخيرة والشهيرة تم البرهنة على صحتها اعتمادا على هذه التقنيات.

مثالان لمنحنى إهليلجي, i.e., a curve
of genus 1 having at least one rational point. (Either graph can be seen as a slice of a طارة (رياضيات) in four-dimensional space.)

## مقاربات حديثة وفروع نظرية الأعداد

### نظرية الأعداد الاحتمالية
ما هو احتمال أن يكون عدد طبيعي ما، محصور بين الواحد والمليون أوليا؟ هذا السؤال هو شكل آخر للسؤال ما عدد الأعداد الأولية المحصورة بين الواحد والمليون؟.
انظر إلى حدسية كرامر.

## تطبيقات
تدخل نظرية الأعداد في الكثير من التطبيقات العلمية في العصر الحديث مما أدى بهذه انظري الخروج من النظرة السائدة عنها كونها كانت تمثل الجانب النظري فقط فاليوم وبعد اكتشاف الحاسوب والحاجة الماسة لسرية نقل المعلومات بغض النظر عن كونها سياسية أو عسكرية أو علمية ظهر الاحتياج الكبير لنظرية الأعداد في تكوين الشفرات المعقدة لضمان سرية المعلومات وخاصة برزت هنا أهمية الأعداد الأولية في هذا المجال بوضوح كبير.
حيث برز الآن العلم المشتق من تحليل وتركيب الاعداد الأولية (علم التعمية) والمختص بتشفير المعلومات والصور والبيانات الرقمية بأنواعها.